# Лабуристичка странка Новог Зеланда
Лабуристичка странка Новог Зеланда (маорски језик: Rōpū Reipa o Aotearoa) је политичка странка социјалдемократске оријентације на Новом Зеланду. Странка партиципира у Прогресивној алијанси, глобалној мрежи социјалдемократских и прогресивних странака.
Тренутни лидер странке је Крис Хипкинс.